# 歌仔戲身段
歌仔戲身段為歌仔戲中具備嚴格規範的程式化表演方式。歌仔戲演員運用眼神、手勢、腳步等肢體動作，以表現角色的性格、情感或特定情境，民間一般稱為「腳步手路」。

## 特色
歌仔戲一開始的身段源自車鼓戲，後來吸收京劇、亂彈戲、九甲戲、新劇等其他劇種的精華，其中以京劇影響最大，但歌仔戲身段較京劇簡化，身段名稱也和京劇不同。另外，受到新劇的影響，歌仔戲身段雖然有固定程式，但應用上較為活潑自由。
歌仔戲身段具有美的性質，是欣賞歌仔戲藝術的重要部分。演員藉身段來表現所詮釋的行當，例如「生」動作較誇大，「旦」較秀氣，也可透過身段表達角色的情感或情境，例如表達抑鬱愁苦、心裡已有對策、說明事情始末、剛睡醒等等，均可透過程式化表演來呈現。歌仔戲舞台空間及布景道具有限，因此身段具有傳達象徵意義的功能，例如透過身段來表現騎馬、乘舟等。

## 內涵
依據廖瓊枝女士以生、旦為主的教學示範，包含「跤步」（腳步）、「手路」（手勢）、「袖尾」（水袖）、「姿勢」及「做功」。
跤步、手路、袖尾為基礎動作，而「姿勢」是基礎動作搭配「觀目」（眼神）組成亮相；「做功」為一連串動作的組合。
- 跤步：塌跤、換跤、半屈跤、屈跤、夯跤、小曲跤、小旦步、跤尖步、研步、促步、蹣步、大跳
- 手路：觀音指、薑芽指、含蕊指、暴芛指、轉輪、輪手花、反轉反、凌波手、平排手、拱手、觀音指合、觀音指分、運環
- 袖尾：落袖、收袖、翻袖、轉袖、撥袖、掠袖、弄袖、飄袖、斾袖、披袖、捲袖
- 姿勢：
  - 空手姿勢：汝、我、伊、無可奈何、情投意合、勞燕分飛、淡掃蛾眉、前思後想、叉手含嗔、閉月羞花、出水芙蓉、讚嘆無雙
  - 袖尾姿勢：婷婷玉立、揚手回眸、西施捧心、鳳凰于飛、愁腸百轉、攬月入懷、搖曳生姿、彩蝶起舞、顧影自憐、驚鴻照影、遙指蓬萊、淚下霑襟
- 做功：穿袖研步、弄袖微步、轉輪研步、凌波微步、跨戶定、上樓、下樓、出水、入水、看雙爿、袖尾落台、蝙蝠坐、鷂子翻身
- 其他：宓喙、慼氣、哭、搶傘排尪仔架（益春）[7][8][9]